# Aliakmon
L'Aliakmon ou Aliákmonas (en grec moderne : Αλιάκμονας) est le plus long fleuve de Grèce, avec une longueur de 297 km.

## Noms
Le nom en grec puriste est Aliákmon, et dans la langue officielle grecque Aliákmonas. Le fleuve a aussi des noms slave (Бистрица : Bistritsa, « rapide »), valaque (Alaga, « rapide ») et turc (İnce Karasu, « étroit et sombre »).

## Géographie
L'Aliakmon prend sa source dans le nord de la chaîne du Pinde, dans le nord de la Grèce, près de la frontière avec l'Albanie, avant de couler vers le sud-est puis le nord-est à travers les périphéries de Macédoine-Occidentale et de Macédoine-Centrale, pour finalement se jeter dans le golfe Thermaïque. Il traverse les préfectures de Kastoriá, Grevená, Kozani, Imathie et Piérie. Son bassin versant est vaste, ce qui le rend important pour l'agriculture de la région. Son embouchure constitue la partie ouest du delta de l'Axiós (ou Vardar), au sein du parc national de l'Axiós-Loudías-Aliákmonas.